# Меатотомия

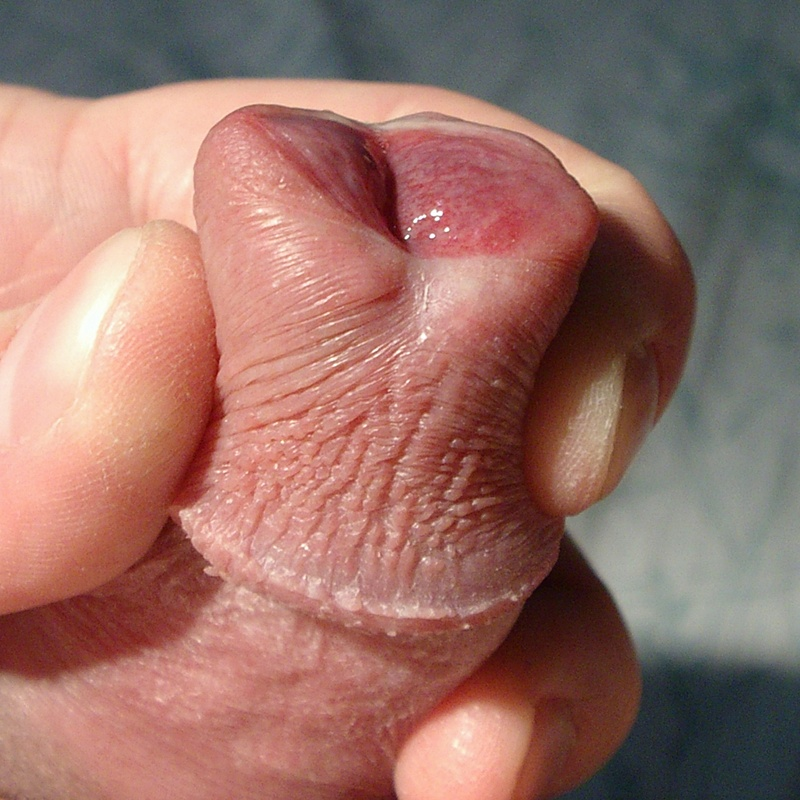
После операции выглядит как пенис с разрезанным кончиком

Меатотоми́я — рассечение наружного отверстия мочеиспускательного канала с целью его расширения. Процедура выполняется в урологии для лечения врожденного или приобретенного митрального стеноза, гипоспадии или стриктуры мочеиспускательного канала.
Меатотомия — быстрая и относительно безопасная процедура, которая заключается в вертикальном разрезе наружного отверстия уретры в направлении уздечки длиной от 5 до 7 мм с помощью острого скальпеля. Поскольку разрез не затрагивает железистую ткань, то нет кровотечения и необходимости наложения швов. В более сложных случаях могут использоваться зажимы и наложение швов в качестве меры предосторожности.
Меатотомия также выполняется добровольно по эстетическим соображениям в целях модификации тела или для открытия уретры в рамках сексуальных практик, в том числе для введения стержней, электростимулирующих пробок или других предметов в субкультуре БДСМ, часто приводящим к серьёзным медицинским осложнениям. Иногда меатотомия является результатом вырывания генитального пирсинга. Некоторые этнические группы практиковали добровольные увечья половых органов во время обрядов посвящения, включая меатотомию и субинцизию, характеризующуюся вертикальным разрезом головки полового члена по всей его длине.